# Курач Василь Миколайович
Василь Миколайович Курач (19 липня 1923, с. Радинка, Київська губернія, Російська імперія — 27 квітня 2014) — радянський і український кінооператор. Нагороджений орденом Червоної Зірки, медалями.

## Життєпис
Народився в селянській родині.
Учасник Німецько-радянської війни.
Закінчив операторський факультет Всесоюзного державного інституту кінематографії (1953).
Був оператором Київської кіностудії ім. О. П. Довженка.
Має авторські свідоцтва за винаходи в галузі операторської техніки.
Був членом Національної спілки кінематографістів України.

## Фільмографія
Зняв стрічки: 
- «Дорогою ціною» (1957, 2-й оператор)
- «Любов на світанку» (1957, фільм-спектакль)
- «Весела змова» (1958, к/м)
- «Леся» (1962, фільм-спектакль)
- «Юнга зі шхуни „Колумб“» (1963)
- «Весільні дзвони» (1969, т/ф, 2 с)
- «Пізня дитина» (1970, т/ф)
- «Політ» (1970, к/м)
- «Гуси-лебеді летять» (1974)
- «Канал» (1975)
- «Щедрий вечір» (1976)
- «Тільки краплю душі» (1978)
- «Дударики» (1980)
- «Останній гейм» (1981)
- «Одиниця „з обманом“» (1984) та ін.

Здійснив комбіновані зйомки у стрічках: 
- «Вогнище безсмертя» (1956)
- «Лісова пісня» (1961)
- «Здрастуй, Гнате!» (1962) тощо.